# Pёtr Rjabinkin
Pёtr Rjabinkin (Пётр Рябинкин) è un film del 1973 diretto da Damir Alekseevič Vjatič-Berežnych.